# Сахаров, Игорь Васильевич
И́горь Васи́льевич Са́харов (род. 11 мая 1932, Ленинград) — советский и российский географ, библиограф

 и генеалог, кандидат географических наук, член Геральдического совета при Президенте Российской Федерации.

## Биография
Сын библиотековеда, доцента Ленинградского библиотечного института В. Ф. Сахарова. В 1949 окончил среднюю школу № 51 в Ленинграде. В 1955 окончил географический факультет ЛГПИ, в 1958 — аспирантуру по кафедре экономической географии.
В 1959—1963 — научный сотрудник Института востоковедения, индолог. С 1964 — сотрудник Государственной Публичной библиотеки (ныне Российская национальная библиотека). Многие годы проработал в секторе рекомендательной библиографии, был составителем и редактором библиографических пособий по страноведению, экономике, политике. В 1971 стал кандидатом географических наук (диссертация «Этногеография Западной Бенгалии»).

## Научная деятельность
С 1983 занимается вопросами генеалогии. В 1987 организовал научный семинар «История и генеалогия семей», который стал первым генеалогическим центром в СССР. В 1991 был одним из организаторов возрождения Русского генеалогического общества (существовало с 1897 по 1921). На I съезде общества был избран его президентом и занимает эту должность до настоящего времени. В 1992 И. В. Сахаров стал руководителем (с 2001 — директором) созданного по его инициативе Института генеалогических исследований — подразделения РНБ. В 1992 г. вместе с некоторыми другими российскими генеалогами впервые принял участие в работе Международного конгресса по генеалогии и геральдике. Член многих международных организаций в области генеалогии и геральдики. Первый вице-президент Международной генеалогической академии (Франция), вице-президент Российской генеалогической федерации, член Совета Герольдии при Канцелярии Главы Российского Императорского дома.

### Основные труды
- Новое административное деление Индии // Страны и народы Востока. — М., 1959. — Вып. 1. — С. 5—29.
- Природные условия и ресурсы Бихара и Западной Бенгалии и их хозяйственная оценка // Страны и народы Востока. — М., 1959. — Вып. 1. — С. 66—109.
- Экономические последствия раздела Бенгала (1947 г.) // Страны и народы Востока. — М., 1961. — Вып. 2. — С. 13—29.
- О сырьевой и топливной базе чёрной металлургии Восточной Индии // Страны и народы Востока. — М., 1961. — Вып. 2. — С. 30—60.
- Издательская деятельность Восточной комиссии Географического общества Союза ССР // Страны и народы Востока. — М., 1965. — Вып. 4. — С. 242—251.
- Изучение Индии в Географическом обществе СССР (1917—1968) // Известия Всесоюзного географического общества. — 1968. — Т. 100, вып. 5. — С. 393—419.
- С Интернационалом : (Интернационалисты в революциях и войнах) : Рек. указ. лит. — М.: Книга, 1971. — 128 с. — В соавторстве с Е. М. Тепером.
- Этнический состав населения Маврикия // Проблемы населения и хозяйства Африки. — Л., 1973. — С. 55—80.
- Индия: Рек. указ. лит. — М.: Книга, 1974. — 143 с.
- Болгария : Рек. указ. лит. — М.: Книга, 1976. — 143 с.
- О системе страноведческой библиографии // Актуальные вопросы теории библиографии. — Л., 1977. — С. 49—55.
- Западная Бенгалия : Этнодемографический и этногеографический очерк. — М.: Наука, 1977. — 372 с., 3 л. ил., карт.
- Иран : Рек. указ. лит. — М.: Книга, 1978. — 112 с.
- Япония : Рек. библиогр. указ. — М.: Книга, 1980. — 159 с.
- Индия : Рек. библиогр. справ. 2-е изд. — М.: Кн. палата, 1987. — 192 с.
- Родовая библиотека Михалковых и её собиратели // Книжное дело в России во второй половине XIX — начале XX в. — Л., 1988. — Вып. 3. — С. 112—119.
- Родство и свойство : Краткий словарь терминов и названий. — Брюссель; Антверпен, 1990. — 12 с.
- Бычков-третий : Генеалогические труды Ф. А. Бычкова (1861—1909) // Коллекции. Книги. Автографы. — П., 1991. — Вып. 2. — С. 128—145.
- Генеалогические аспекты брачного права русской православной церкви // Генеалогические исследования. — М., 1993. — С. 59—68.
- Храм как родовая усыпальница: захоронения князей Воротынских во Владимирской церкви Кирилло-Белозерского монастыря // Духовное, историческое и культурное наследие Кирилло-Белозерского монастыря. — СПб., 1998. — С. 228—257.
- Российские графы Сухтелены, их потомство и родственное окружение // Сухтеленовские чтения. — СПб., 2002. — С. 115—143.
- Граф Пётр Корнильевич Сухтелен (1751—1836) и его российское потомство // Голландцы и бельгийцы в России XVIII—XX вв. — СПб., 2004. — С. 237—262.

И. В. Сахаров — автор статей в 3-м издании БСЭ («Западная Бенгалия» и «Калькутта»), и в различных биографических словарях.

## Награды
Заслуженный работник культуры Российской Федерации (2009). Кавалер Императорского ордена Св. Анны 2 ст.